# Tenzing Norgay
Tenzing Norgay (vjerojatno samostan Ghang La, Tibet, 29. svibnja 1914. – Darjeeling, Indija, 9. svibnja 1986.) je bio nepalski Sherpa planinar.
Zajedno s Edmunda Percivalom Hillaryjem, 29. svibnja 1953. godine prvi put je osvojio vrh Everesta. Kraljica Elizabeta II. ga je odlikovala s najvišim državnim odlikovanjem George Medal.